# Wobbelgenerator

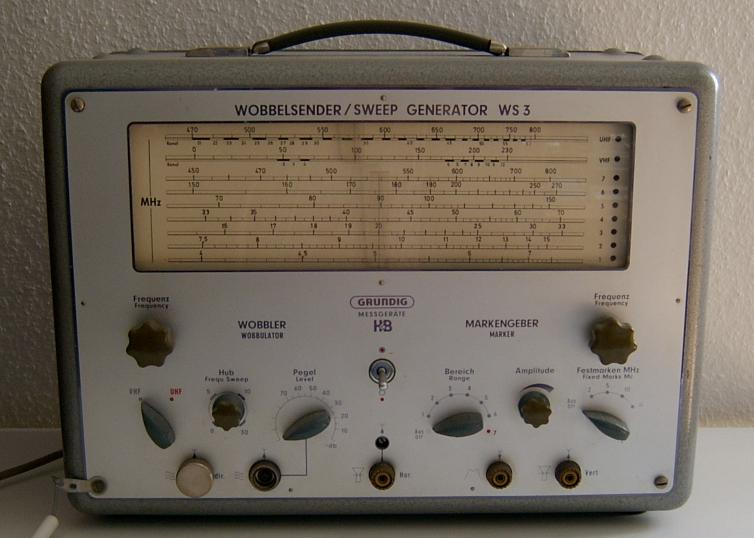
Wobbelsender WS3 (Grundig AG) aus dem Jahre 1971 für 4…800 MHz

Ein Wobbelgenerator oder Wobbelsender (kurz: Wobbler, englisch: sweep generator) ist ein elektronisches Gerät zur Erzeugung von Sinus-Schwingungen, wobei die Frequenz (Niederfrequenz bis Hochfrequenz) zyklisch zwischen zwei einstellbaren Endwerten variiert.

## Verwendung
Durch eine Kombination mit weiteren Messgeräten kann das frequenzabhängige Verhalten eines Testobjektes (Lautsprecher, Verstärker, Filterschaltung, Leitung) gemessen und graphisch dargestellt werden.
Im Fernsprech- und Telegrafiebereich werden einfache Wobbler als Klingelmelder beim Durchmessen (durchklingeln) von Zweidrahtleitungen eingesetzt.

## Aufbau
Frühe Wobbelgeneratoren erreichten die zyklische Veränderung ihrer Ausgangsfrequenz auf mechanischem Weg durch ein motorisch angetriebenes frequenzbestimmendes Element (Drehkondensator, Variometerspule). Für den unteren Hochfrequenzbereich kamen bald spannungsgesteuerte Oszillatorschaltungen, sogenannte VCOs (Voltage Controlled Oscillators) zum Einsatz, während sich die mechanische Abstimmung im Mikrowellenbereich noch länger halten konnte, weil manche Bauteile die erforderlichen Frequenzen noch nicht verarbeiten konnten.
Die ersten VCO-Schaltungen realisierten eine variable Reaktanz als frequenzbestimmendes Element durch Verschiebung des Arbeitspunktes einer Elektronenröhre. Ab den frühen 1970ern übernahmen Kapazitätsdioden diese Funktion, für sehr hohe Frequenzen kommen YIG-Oszillatoren zum Einsatz.

Sägezahnsignal als Zeitfunktion der Frequenz

Die Veränderung der Frequenz wird durch einen separaten, langsamen Oszillator gesteuert, meist einen (nach der Form seines Ausgangssignales so genannten) Sägezahngenerator – die Ausgangsspannung steigt linear bis zu einem Maximalwert an und kehrt dann in kurzer Zeit auf den Anfangswert zurück –, oder durch einen Generator, der eine sinusförmige niederfrequente Spannung erzeugt.
Da oft eine Darstellung mit logarithmischer Frequenzachse gewünscht ist, enthalten viele Wobbler eine Schaltung, die das Sägezahnsignal entsprechend exponentiell verformt, bevor es zum VCO geleitet wird.
Zusätzlich haben viele Wobbelgeneratoren fest einstellbare Markengeber, dessen Frequenz mit der eingestellten Frequenz gemischt wird. Somit entstehen innerhalb des Signalverlaufs Markierungen.
Die voll digitale Synthese eines Wobbelsender-Signales erfolgt meist mittels Direct Digital Synthesis, kurz DDS, wobei die sweep-Funktion durch das fortlaufende Neu-Setzen der Frequenz anhand einer gewünschten Funktion (z. B. Sägezahn) erreicht wird.
Für Wobbelmessungen werden mittlerweile auch mit einem „Mitlaufgenerator“ ausgestattete Spektrumanalysatoren eingesetzt.
Viele Funktionsgeneratoren enthalten auch eine Wobbelfunktion.

## Anwendung

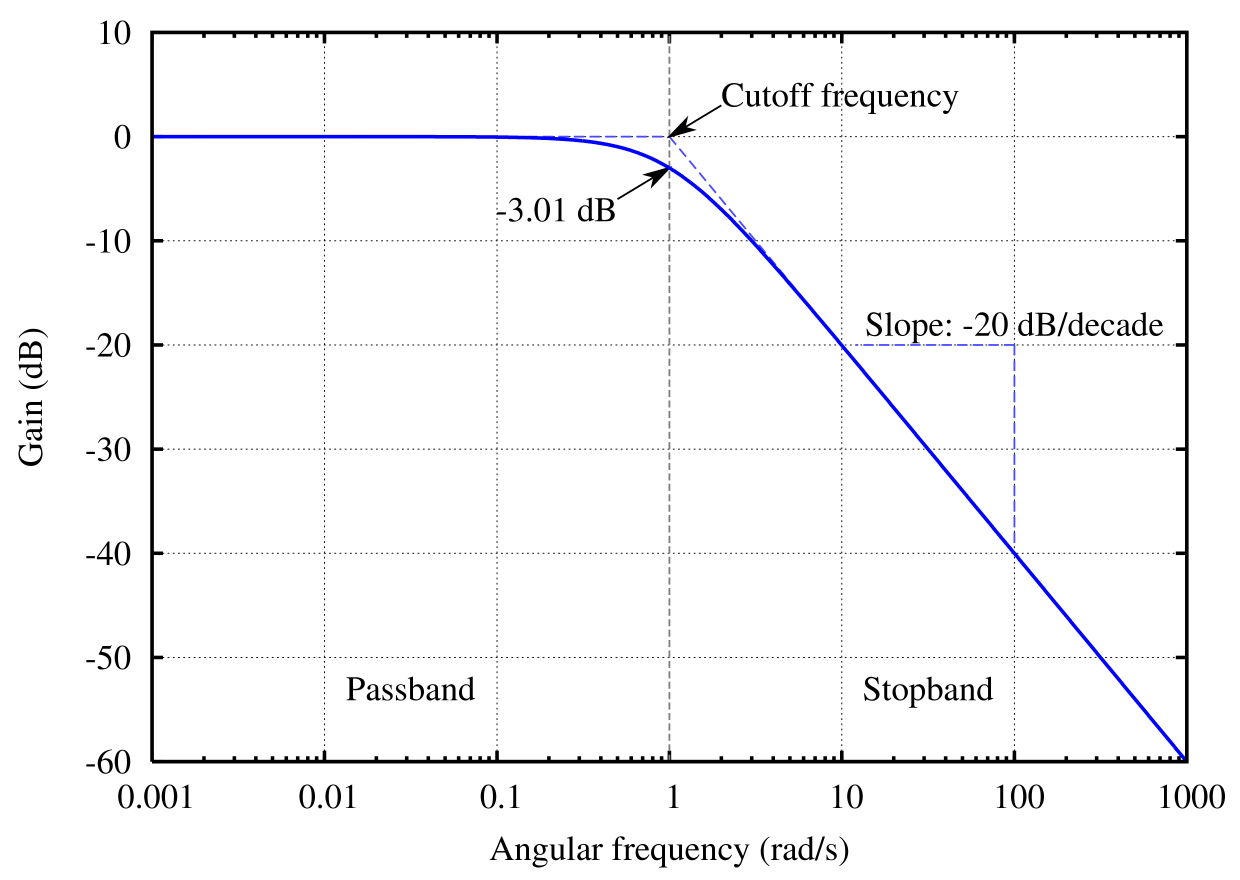
Amplitudengang eines Tiefpassfilters

Das Ausgangssignal des Wobblers wird ggf. verstärkt und mit dem Eingang des Messobjektes verbunden. Das Signal am Ausgang des Messobjektes wird ggf. verstärkt und für die Anzeige aufbereitet (gleichrichten, logarithmieren). Zur Messung nichtelektrischer Signale kommen entsprechende Messwandler zusammen mit dem Messobjekt zum Einsatz (z. B. ein Mikrofon zum Wobbeln von Lautsprechern).
Zur Anzeige bzw. Aufzeichnung wird ein Oszilloskop verwendet, dessen horizontale Ablenkung mit dem Wobbelgenerator synchronisiert ist. Im einfachsten Fall wird dazu die Abstimmspannung des VCO im Wobbelgenerator mit dem X-Kanal des Oszilloskopes verbunden. Um eine störende zweite Darstellung des Resultates beim schnellen Rücklauf der VCO-Spannung zu vermeiden, verfügen manche Wobbelgeneratoren über einen Ausgang, an dem beim Rücklauf ein Impuls anliegt; der den Strahl über den Z-Eingang (Helligkeit) des Oszilloskopes dunkelsteuert.
Speziell bei Messungen an schmalbandigen Objekten (Filtern) muss die Frequenz langsam gewobbelt werden, um das Messergebnis nicht zu verfälschen. Dadurch beginnt allerdings die Darstellung am Oszilloskop stark zu flackern bzw. es ist überhaupt nur mehr ein langsam bewegter Punkt sichtbar. Damit die gesamte Durchlasskurve dargestellt werden kann, wurden daher vor Aufkommen der digitalen Speicheroszilloskope (DSO) lang nachleuchtende Bildröhren verwendet, deren Bild so zum Beispiel auch abfotografiert werden konnte. 
Es existierten auch Kombigeräte, die einen Wobbelsender, Demodulator/Verstärker und eine Anzeige mit Kathodenstrahl-Röhre enthielten, z. B. der Typ „Polyskop III SWOB“ von Rohde & Schwarz für 0,1…1000 MHz von ca. 1970. Mit dem Gerät konnten während des Frequenz-Rücklaufes Teilbereiche gedehnt dargestellt werden (Lupenfunktion für den Frequenzgang).
Für langsame Messungen kam auch der Einsatz eines XY-Schreibers in Frage, was heute durch den Einzug der Digitaltechnik ebenfalls überholt ist — die Ergebnisse werden mit DSO oder Computer erfasst und grafisch aufbereitet.

## Anwendungen
- Messung des Amplitudenganges – der Verstärkung/Abschwächung einer Schaltung (Verstärker, Filter, Abschwächer) oder eines Bauteils (Transistor, Schwingkreis, Übertrager, Leitung) – in Abhängigkeit von der Frequenz (das klassische „Wobbeln“)
- Erfassung von S-Parametern (Auswertung mit Vektoranalysator)
- Lautsprechermessung (Verlauf des Schalldrucks über der Frequenz, Resonanzfrequenz)